# Pelekium involvens
Pelekium involvens är en bladmossart som beskrevs av Andries Touw 2001. Pelekium involvens ingår i släktet Pelekium och familjen Thuidiaceae. Inga underarter finns listade i Catalogue of Life.